# Prawo i Ewangelia

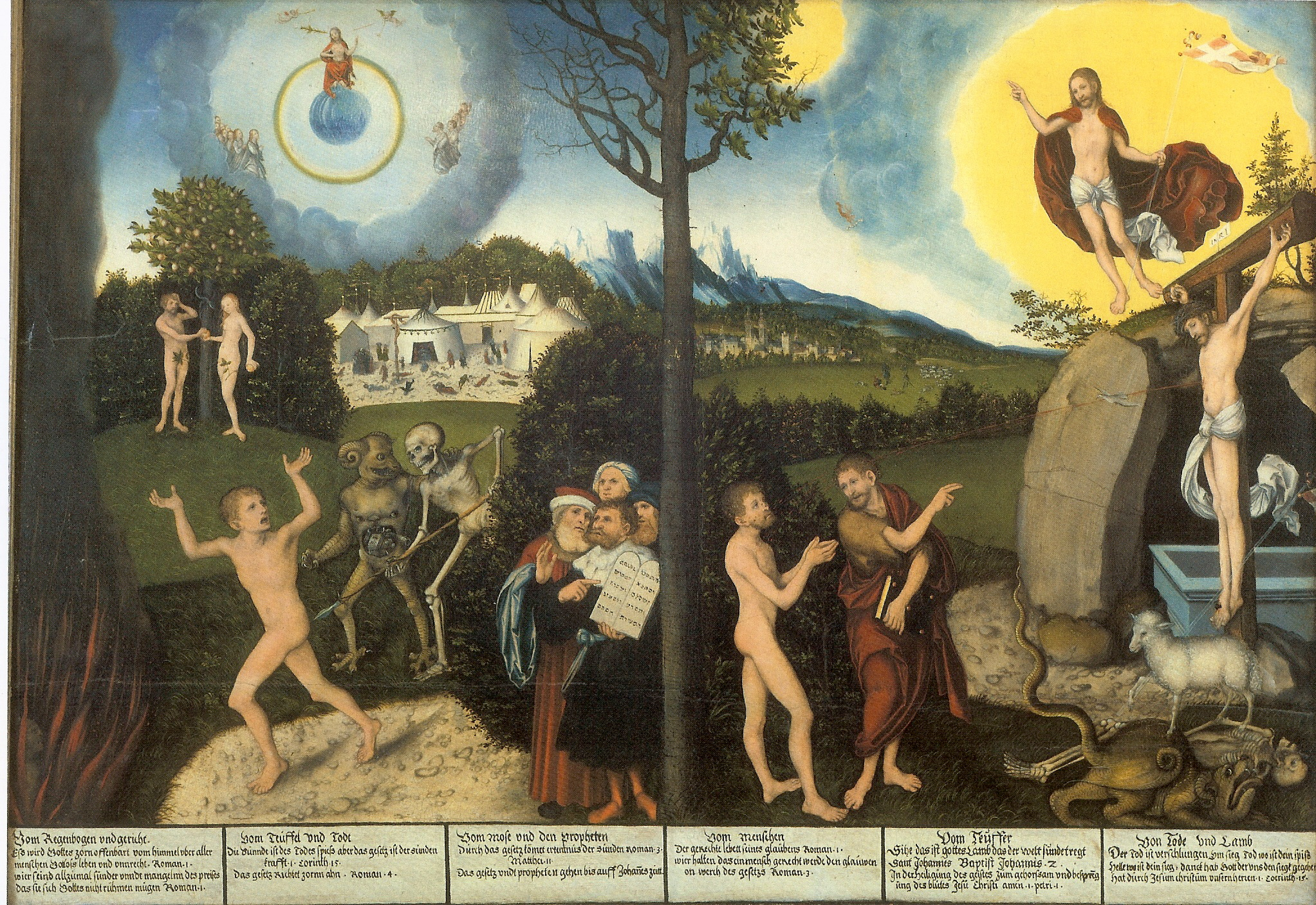
Prawo i Łaska – obraz Lucasa Cranacha Starszego, luteranina. Część po lewej stronie drzewa przedstawia Prawo, natomiast prawa część – łaskę.

Prawo (Zakon) i Ewangelia – w teologii protestanckiej: dwie postacie Słowa Bożego, różne co do ról w procesie zbawienia. Prawo definiowane jest jako wszystko to w Słowie Bożym, co domaga się doskonałego posłuszeństwa Bogu, zwiastuje Boży gniew wszystkim nieposłusznych grzeszników i wywołuje poznanie grzechu, natomiast Ewangelia stanowi zwiastowanie odpuszczenia grzechów. Zagadnienie wzajemnego stosunku Prawa i Ewangelii stanowi istotny temat teologii luterańskiej i reformowanej.

## Zagadnienia Prawa i Ewangelii do czasów reformacji
Zagadnienie Prawa i Ewangelii było dyskutowane już we wczesnym Kościele, czego wyrazem są Listy Pawła, List Jakuba i List do Hebrajczyków. W II wieku Marcjon całkowicie odrzucił Prawo, przypisując wartość jedynie części Ewangelii. Nauki Marcjona (Marcjonizm) zostały przez Kościół potraktowane jako herezja.
Przeciwne stanowisko zajął Tertulian, dla którego Nowy Testament był Nowym Prawem, wymagającym od człowieka zadośćuczynienia za popełnione grzechy, co w swej istocie nadawało zwiastowaniu Nowego Testamentu legalistyczny charakter.
Pogląd ten w mniejszym lub większym stopniu dominował w Kościele Zachodnim. Na konieczność zasług dla zbawienia w sposób szczególny wywierała nacisk katolicka teologia scholastyczna.

## Teologia luterańska
Nauka o Prawie i Ewangelii stanowi jeden z czołowych punktów doktryny Kościoła luterańskiego. Jako taka stanowi istotny element nauczania luterańskich ksiąg wyznaniowych. Definicje Zakonu i Ewangelii znalazły się w dwóch artykułach części III Artykułów Szmalkaldzkich, a najszerzej opisane i rozróżnione zostały w artykule V Formuły zgody.
Luterańska nauka o Prawie i Ewangelii dzieli się na cztery punkty:
1. Definicja Prawa i Ewangelii.
2. Rysy wspólne: Prawo i Ewangelia są w równym stopniu natchnionym Słowem Bożym i jako takie muszą być głoszone przez Kościół wszystkim ludziom[b].
3. Rozróżnienie i przeciwieństwo: Prawo i Ewangelia są od siebie różne i oddzielone oraz wzajemnie przeciwne. O tym, czy dane Słowo jest Prawem czy Ewangelią decyduje jego natura i przeznaczenie, granica nie biegnie pomiędzy Starym i Nowym Testamentem[8]. Prawo głosi usprawiedliwienie warunkowe, uzależniając je od całkowitego posłuszeństwa Bogu. Jest to jednak dla człowieka niemożliwe, gdyż wszyscy są grzesznikami. Ewangelia głosi usprawiedliwienie darmo z łaski. Tym samym Prawo zwiastuje potępienie, Ewangelia – zbawienie.
4. Bliska koneksja: chociaż Prawo i Ewangelia są radykalnie różne, należy je zwiastować w powiązaniu ze sobą.

### Funkcje Prawa
Luteranizm rozróżnia trzy funkcje prawa. Spośród nich pierwsze dwie akcentował w swym nauczaniu Marcin Luter, natomiast trzecią sformułował Filip Melanchton, choć podstawy do jej sformułowania dał już Luter w dziele Przeciwko antynomistom, a przyjęli autorzy Formuły zgody. Są to:
1. Funkcja świecka (Prawo jako kraty) – Prawo reguluje życie obywatelskie i społeczne[13].
2. Funkcja teologiczna (Prawo jako lustro) – Prawo uświadamia ludziom ich grzech i budzi przerażenie grzesznika groźbą gniewu Bożego, czym skłania go do poszukiwania odpuszczenia grzechów, które zwiastuje Ewangelia[13][14].
3. Funkcja normatywna (Prawo jako reguła) – Prawo ustanawia normy dla nawróconego, nowo narodzonego wierzącego, których ten przestrzega z radosnym posłuszeństwem; stanowi normę dobrych uczynków[9][10].

## Teologia reformowana
Podczas gdy Luter akcentował relację Prawa i grzechu, Jan Kalwin stawiał nacisk na związek Prawa i zbawczej woli Boga. W odróżnieniu od luteranizmu, kalwinizm kładzie nacisk na jedność Prawa i Ewangelii. Kalwinizm uznaje trzy funkcje Prawa. Dla Kalwina istotny jest temat doskonałości chrześcijańskiej, której normą jest Dekalog. Stąd też, podczas gdy Luteranizm zajął pozycję pośrednią pomiędzy nomizmem a antynomizmem, etyka reformowana tradycyjnie ma charakter nomistyczny. Propozycję zmiany wysunął Karl Barth, który na nowo postawił problem Prawa i Ewangelii. Według Bartha „Zakon jest postacią Ewangelii”.
Kalwin, w swojej Institutio Religionis Christianae, wyróżnia trzy funkcje Prawa, tożsame z przedstawionymi przez luterańskich teologów w Formule zgody z tym, że luterańska pierwsza funkcja prawa (świecka) jest w kalwinizmie uznawana za drugą, zaś luterańska druga (teologiczna) – w kalwinizmie za pierwszą. Trzecia funkcja prawa w całym protestantyzmie rozumiana jest jako jego funkcja normatywna – która dotyczy wszystkich nowo narodzonych chrześcijan.
1. Funkcja teologiczna – poprzez „ukazanie sprawiedliwości Bożej – tj. takiej, która jako jedyna może być uznana przez Boga – [Prawo] uświadamia każdemu człowiekowi jego własną niesprawiedliwość, oskarża go, udowadnia mu winę, aby ostatecznie go potępić”[19].
2. Funkcja świecka – nakładając „swoje straszliwe potępienia, [Prawo] budzi lęk przed karą, powstrzymując tych, którzy nie będąc przymuszeni, nie mieliby żadnych względów na uczciwość i sprawiedliwość”[20].
3. Funkcja normatywna – „Trzecia funkcja prawa ma swoje zastosowanie do wierzących, w których sercach Duch Boży już mieszka i panuje... [Prawo] jest dla nich najlepszym środkiem umożliwiającym codzienne poznawanie w sposób sprawdzony i pewny, jaka jest wola Pana, do której osiągnięcia dążą oraz utwierdzanie ich w tej wiedzy”[21].

Relację między Prawem a Ewangelią w teologii reformowanej określa m.in. Westminsterskie wyznanie wiary. W rozdziale XIX podkreślony zostaje podział Bożego prawa na trzy kategorie:
- Prawo moralne – o charakterze uniwersalnym, wiecznym i niezmiennym, zostało pierwszy raz dane ludzkości (Adamowi) przed upadkiem, od którego wymagało doskonałego posłuszeństwa, gwarantując życie w zamian za posłuszeństwo i grożąc śmiercią w razie wykroczenia. Warunki te określały tzw. przymierze uczynków, które zostało przez upadek człowieka złamane. Po upadku i zawarciu z Adamem przymierza łaski, Prawo moralne pozostało nadal wiążące dla wszystkich ludzi, choć wskutek grzechu pierworodnego natura ludzka uległa całkowitemu zepsuciu, przez co żaden człowiek nie jest zdolny zadośćuczynić wymaganiom prawa. Wyrażeniem prawa moralnego jest Dekalog, którego pierwsze cztery przykazania określają obowiązki człowieka względem Boga, zaś pozostałych sześć – względem bliźniego.

- Prawo obrzędowe – stanowiące „obraz rzeczy przyszłych”, miało wskazywać na Mesjasza i zostać przez niego zniesione.[d]

- Prawo sądowe – miało obowiązywać cielesnego Izraela aż do czasu jego istnienia jako organizmu państwowego. Zasady sprawiedliwości wynikające z trzeciej kategorii prawa są uznawane za wciąż obowiązujące dla społeczeństw z powodu ich uniwersalnego charakteru.

O ile dwie ostatnie kategorie prawa zostały unieważnione w dniach Nowego Testamentu, o tyle prawo moralne pozostaje wiążące na zawsze zarówno dla osób usprawiedliwionych, jak i nieusprawiedliwionych na zawsze. Wynika to zarówno z autorytetu Boga jako prawodawcy, jak też stwierdzenia Chrystusa podkreślającego obowiązek przestrzegania Prawa.
Funkcja, w jakiej prawo obowiązuje wierzącego w przymierzu łaski jest inna od tej, w której odnosi się do człowieka w przymierzu uczynków. Prawo moralne, choć stanowi dla odrodzonych obiektywną zasadę życia – umożliwiając im poznanie woli Bożej i pouczając ich o obowiązkach (trzecia funkcja prawa) – nie ma mocy skazać ich na potępienie, gdyż należąca się im kara za każde wykroczenie tego prawa została zapłacona na mocy przymierza łaski przez Chrystusa, który umarł w ich miejsce (doktryna odkupienia jako zastępczego potępienia). Toteż wierzący, choć są wezwani do posłuszeństwa prawu i sumiennego przestrzegania przykazań, są równocześnie uwolnieni od przekleństwa potępienia, jakie prawo nakłada na tych, którzy je łamią, a także od jego bezwzględnej surowości. Błogosławieństwa i przekleństwa odnoszące się do teraźniejszego stanu, wynikające z zachowywania lub lekceważenia Prawa, dotyczą także wierzących, choć nie przypadają im na mocy prawa rozpatrywanego jako przymierze uczynków.
W konkluzji, Westminsterskie wyznanie wiary podkreśla, że posłuszeństwo Prawu przez osobę wierzącą, o ile odnosi się do trzeciej, normatywnej funkcji prawa, nie dowodzi podległości wierzącego wobec Prawa, ani też nie sprzeciwia się łasce Ewangelii; przeciwnie – pozostaje z nią zgodne, regularnie uświadamiając wierzącemu grzech i uzależniając go w ten sposób od łaski, która jest jedynym ratunkiem (sola fide), co powoduje w konsekwencji stałą konieczność zwiastowania Ewangelii.
Opisane powyżej relacje Prawa i Ewangelii zostały przyjęte w identycznej treściowo formie przez środowiska purytańskie, zarówno historycznych prezbiterianów, kongregacjonalistów, jak i baptystów.